# Мирза Ахундов
Мирза Фатали Ахундов (на азербайджански: Mirzə Fətəli Məhəmmədtağı oğlu Axundov (Axundzadə)) (30 юни 1812, Шеки - 10 март 1878, Тбилиси) е азербайджански писател демократ, педагог, философ и общественик.
Той е основател на реализма в азербайджанската литература, родоначалник на азербайджанската драматургия и белетристика, полковник.

## Творчество
- „Ботаникът мосю Жордан...“ 1850 г.
- „Молла Ибрахим Халил – алхимик...“ 1850 г.
- „Хаджи Кара“ 1852 г. и др.

## Памет
Неговото име носят Азербайджанската народната библиотека, Азербайджанският театър за опера и балет и Азербайджанският педагогически институт за руски език и литература.